# ばんだい餅
ばんだい餅、板台餅（ばんだいもち）は、栃木県栗山村（現・日光市）の郷土料理。もち米ではなくうるち米を使用した餅である。
泊まり込んで木杓子などを作る山の作業小屋において、板の台の上で硬めに炊いたうるち米を斧の峰などで叩きながら餅にしたことから「板台餅」と呼ばれたとされる。
もち米を使った通常の餅と比べると粘りが少なめで、時間が経っても固くなりにくく、なめらかなことが特徴に挙げられる。
旧・栗山村では、円盤状に丸めて焼いたばんだい餅に甘味噌や「じゅうね」と呼ばれるエゴマの味噌だれを付けて焼いたり、小豆餡や大豆をすりつぶしたずんだを付けて食したり、イワナを出汁にした汁物に入れるなど、様々な食べ方をされていた。
現在では通年で作られ、食されているが、上述のようにもともとは山の作業小屋での山の神の祭りや、山小屋から家へ帰る際の家族への土産として用いられた。旧・栗山村川俣では、今でも端午の節句などの年中行事の日や夏祭りなどには欠かせない料理として受け継がれている。